# 満山一朗
満山 一朗（みつやま いちろう、1939年6月12日 - ）は、日本のモータージャーナリスト。また、国内各地のバッティングセンターで、自身のホームラン記録を重ね続けていることで知られている人物（右打ち）。鹿児島県鹿児島市在住。通称：「鹿児島のイチロー」「バッティングセンターのホームラン王」「バッティングセンターの怪物」「燃料和尚」（モータージャーナリストとして執筆しているコラムでの通称）。

## 人物
元々は、自動車専門誌の『自動車工学』（鉄道日本社）において“燃費和尚”のペンネームを名乗り、自動車の燃料消費率や車との付き合い方などを題材にしたものを不定期連載していた。そのため長年車漬けの生活を送っており、スポーツとはまるで縁がなかったという。バッティングセンターに通い始めたのは、2000年秋に医者から「糖尿病寸前」と宣告され、自身の子供に運動不足解消のためにと薦められたことである。自身は野球経験がなく（本人曰く運動音痴）、当初はなかなかバットに当たらなかった。やがて時速140キロの速球を偶然ホームランの的に当てたため、ホームランを狙うようになり、当初週1回だったバッティングセンター通いが、週3回に増えていった。
ホームランを打つための努力・研究も怠らず、毎日50回の素振りを欠かさず行っている。また、仕事の関係上、国内各地に出向くことも多く、南は地元鹿児島から北は青森県まで各地各所でホームランを記録している。
2002年頃より、地元南日本放送テレビディレクターの切通啓一郎が約5年にわたり取材し、2007年4月29日、同局制作により全国民教協加盟テレビ局で放送したドキュメンタリー番組『生きる×2』第182回「人生フルスイング!〜ホームラン王 イチローの挑戦〜」で取り上げられ、以降テレビをはじめ様々なメディアに「鹿児島のイチロー」として取り上げられるようになった。先述の番組については、同年6月21日同局ローカル番組『どーんと鹿児島』でも放送、翌2008年1月27日にも『生きる×2』第218回で再放送された。
2009年8月3日に、自身の通算ホームラン記録2,000本を達成した。
2009年8月10日、自身のブログ内で「バッティングセンターの鉄人」を自称することを宣言した。

## 出演番組
いずれも、「鹿児島のイチロー」として出演したテレビ番組である。
- 「人生フルスイング!〜ホームラン王 イチロー物語〜」
  - 2007年4月29日、南日本放送はじめ民間放送教育協会加盟テレビ局で『生きる×2』第182回として放送。
  - 2007年6月21日、南日本放送で『どーんと鹿児島』にて放送。
  - 民間放送教育協会優秀作品賞受賞
  - 2008年2月7日、第32回JNNネットワーク協議会賞番組部門エンタテインメント番組奨励賞を受賞[3]。
  - 2008年4月14日、TBSニュースバードのJNNドキュメントでも放送[4]。
- 夢応援バラエティ ゴールデンエイジ
  - 2007年8月26日、関西テレビ制作・フジテレビ系列で放送。
- 熱中時間 忙中"趣味"あり - 第135回
  - 2008年7月17日、NHK BS hiで放送。
  - 熱中人として紹介された。
- 情報プレゼンター とくダネ!
  - 2009年6月5日、フジテレビ系列で放送
- NEWSリアルタイム
  - 2009年8月12日、日本テレビ系列で放送。
  - 「リアルウォッチ」のコーナーで、通算2000本ホームラン達成を伝えた。

## モータージャーナリストとしての活動
元々は、1970年代の排ガス規制の際、満山が大好きだった、ハコスカこと日産スカイラインのスポーツ仕様のSUツインキャブの改造を自動車工学に投稿し、それから、何年か経って、自動車工学誌上で、コラムを連載していて、そのついでに、ごくたまに、新車のレポートを書いていた。
冒頭に記したように、満山は普段、会社員をしながら、雑誌　自動車工学に「燃費和尚のクルマ社会アラカルト」という題名の不定期連載を、1983年からもっている。現在のアラカルトは、第五シリーズ。
第四シリーズは、燃費和尚の四方山話、という題名に1980年代後半に連載されていた。燃費和尚という名前は、連載当事の編集長に付けてもらう。今は年金と、アルバイトによる収入で、バッティングセンター通いを続けている。元々、若い頃から腕力には自信があり、大昔の大型トラックの操作しづらいシフトレバーを力任せに操作したりしていた。
一般的に車好きと言うと、改造して、自慢したり、性能向上したかどうかと一喜一憂するのが常であるが、満山の場合、より遠くへ走り回りたいと考え、また首都高速での加速の重要さを痛感し、次第に金を掛けずに工夫で乗り切るようになっていく。
満山の精神力を現す一例として、在住の鹿児島から、青森まで殆ど休憩せず、一気に走りぬける、早い車があると思わず付いていってしまう、東京-鹿児島間は朝飯前、などがある。
基本的にいかに燃費を良くするかと言う事がテーマであるが、満山のやり方として、いい加速といい燃費の両立がある。現愛車であるトヨタソアラ2000ＧＴ（1988年式）AT車も、30万キロを超えた状態にありながら、7000回転オーバーまで平然と回りきり、ただおとなしく走るだけではなく、いざと言うときに満足に加速するようにと、躾けられている。
いわゆる低燃費＝ゆっくり走行とは一線を画している。加速をいかに短くするか、そして、うまく巡航するか、が満山のポリシーである。
モータージャーナリストとしての活動は、次のような著書がある。
著書
- ザ・燃費の世界―自動車工学 - 1987年1月、発行：鉄道日本社、書籍コード：ISBN 488543047X ※鉄道日本社発行の自動車技術専門雑誌「自動車工学」編集部との共著。
- 頑固親父から『娘（ドライバー）へ』―毒舌カーライフ説法 - 1997年8月、発行：鉄道日本社、書籍コード：ISBN 4885430224

雑誌連載
- 燃料和尚のクルマ社会アラカルト - 「自動車工学」での不定期連載コラム。

筆者の長年の実体験を基に燃費を題材にした連載を続けている。
自ら所有する自家用車を実験車と位置づけ、数々の実験を行い、整備の大切さを訴えている。